# Typhlocybinae
Typhlocybinae — друга за розміром підродина цикадок (після Deltocephalinae), що налічує більше 6 тисяч видів, об'єднаних у майже 1 тисячу родів та 5 триб. Передні крила переважно повністю розвинені, розмір комах близько 5 мм. Види поширені всесвітньо. Деякі цикадки цієї групи мають економічне значення як шкідники сільськогосподарських культурних рослин.
Підродина недостатньо вивчена, передбачається відкриття великої кількості нових видів.
Триби:
- Alebrini
- Dikraneurini
- Empoascini
- Erythroneurini
- Typhlocybini

## Окремі роди
- Aguriahana
- Alebra
- Arbelana
- Arboridia
- Aruena
- Bobacella
- Dikraneura
- Edwardsiana
- Empoa
- Empoasca
- Eupteryx
- Eurhadina
- Forcipata
- Kybos
- Kolla
- Kyboasca
- Micantulina
- Mileewa
- Naratettix
- Pagaronia
- Punctigerella
- Typhlocyba
- Wagneriala
- Ziczacella
- Zygina
- Zyginella